# Alonzo Babers
Alonzo C. Babers (Montgomery, Alabama, 31 de octubre de 1961) es un atleta estadounidense ganador de dos medallas de oro en los Juegos Olímpicos de Los Ángeles 1984, en 400 metros lisos y relevos 4 x 400 metros.
Estudió en la Academia de las Fuerzas Aéreas de Colorado Springs entre 1979 y 1983, época en la que también competía en fútbol americano y atletismo. En 1983 logró su primer éxito internacional al ganar la medalla de oro con el equipo estadounidense de relevos 4 x 400 metros en los Juegos Panamericanos de Caracas. También participó en la prueba de relevos en los Campeonatos del Mundo de Helsinki de ese mismo año, pero una mala entrega relegó al equipo a una discreta 6.ª posición.
Su gran año sería 1984. Antes de ese año no había bajado nunca de 45 segundos en los 400 metros. Su mejor marca era de 45,07 lograda en Zürich el año anterior. En las pruebas de selección para los Juegos Olímpicos de Los Ángeles 1984 mejoró su marca personal en las semifinales con 44,95 y de nuevo en la final con 44,86 ocupando la 2.ª posición tras Antonio McKay.
Ya en los Juegos, McKay era considerado como el gran favorito a la medalla de oro junto al jamaicano Bert Cameron, campeón mundial un año antes en Helsinki. Sin embargo Babers sorprendió a todos con una extraordinaria actuación y acabó proclamándose campeón olímpico de los 400 metros con una gran marca de 44,27, la cuarta mejor de toda la historia y la segunda sin ayuda de la altitud. La plata fue para el corredor de Costa de Marfil Gabriel Tiacoh (44,54) y el bronce para Antonio McKay (44,71).
Su segunda medalla de oro llegó en la prueba de relevos 4 x 400 metros, donde el equipo estadounidense que formaban por este orden Sunder Nix, Ray Armstead, Alonzo Babers y Antonio McKay se impuso con 2:57,91, la segunda mejor marca de la historia tras los 2:56,16 que otro equipo de ese mismo país hiciera en los Juegos de México 1968. La segunda posición fue para Gran Bretaña y la tercera para Nigeria.
Tras los Juegos de Los Ángeles y a pesar de su juventud, abandonaría el atletismo para dedicarse a su carrera en el ejército como Teniente de la Fuerza Aérea. Fue miembro activo hasta 1991. Actualmente trabaja como piloto para la compañía comercial "United Airlines".